# Akolita
Akolita (z greckiego ἀκόλουθος „akólouthos” – „towarzyszący, idący za kimś” lub ἀκολουθέω „akóloutheo” – „iść za kimś, naśladować, towarzyszyć”) – chrześcijanin ustanowiony do pomocy kapłanowi i diakonowi w sprawowaniu liturgii. 
Niekiedy, zważywszy na okoliczności, dopuszcza się do służby przy ołtarzu inne osoby świeckie, niebędące ustanowionymi przez władzę kościelną (ministrantów). Wówczas akolitom powierza się troskę o prawidłowe przygotowanie tych osób.

## Kościół rzymskokatolicki

### Historia
Do 1972 w Kościele łacińskim było to ostatnie z czterech tzw. święceń niższych (ostiariat, lektorat, egzorcystat, akolitat) udzielane kandydatowi do kapłaństwa w czasie formacji seminaryjnej.
Po Soborze Watykańskim II, papież Paweł VI postanowił odnowić i zreformować posługi (dawniej nazywane święceniami niższymi) i wyznaczył akolitom nowe miejsce w Kościele. Dokonał tego w swoim motu proprio Ministeria Quaedam z 15 sierpnia 1972 roku. Obecnie akolitat nie jest zastrzeżony dla kandydatów do kapłaństwa, jako pewien „stopień” w hierarchii. Co więcej, papież powierzył akolitom część obowiązków, które dawniej należały do subdiakonów, a także przywrócił część funkcji, które odebrano akolitom na przestrzeni wieków.
Akolita nie jest już nazywany prawnie duchownym. Stał się szczególnym sługą ołtarza, ale teraz nie jest ustanawiany jedynie do posługiwania w liturgii, ale też do posługiwania chorym i cierpiącym. Karmiąc się Eucharystią ma za zadanie uczyć się szczerej miłości do potrzebujących.
Przed 11 stycznia 2021 roku ustanowionym akolitą, podobnie jak i ustanowionym lektorem, mógł zostać tylko mężczyzna. Papież Franciszek w motu proprio Spiritus Domini dopuścił do tych posług również kobiety.

### Akolita ustanowiony

#### Ustanowienie w posłudze akolity

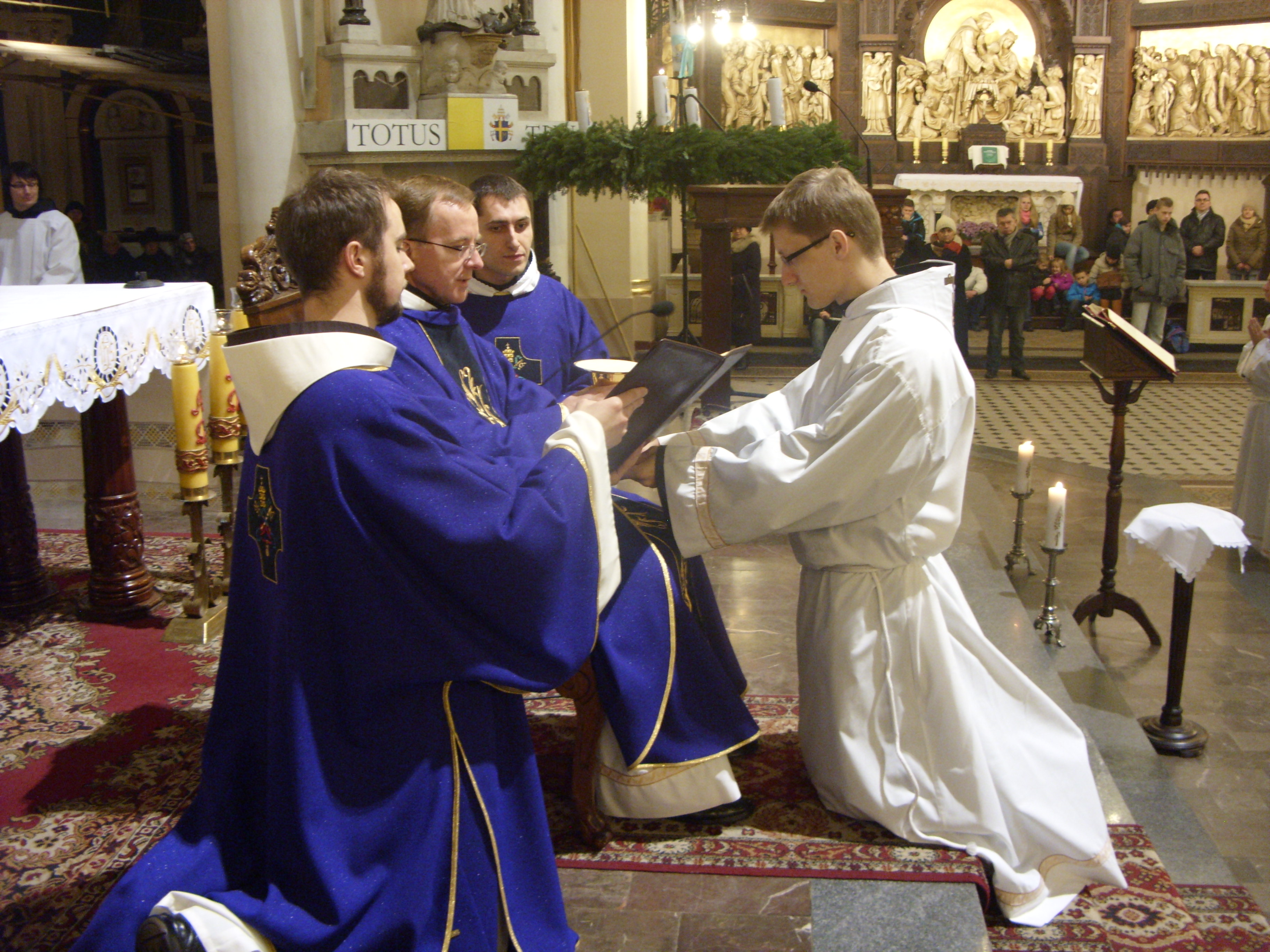
Udzielanie posługi akolitatu w bazylice w Katowicach-Panewnikach w 2012

Posługi akolitatu udziela biskup lub wyższy przełożony zakonny, będący prezbiterem. Czyni to wobec osób, nad którymi rozciąga się jego jurysdykcja. W czasie tego obrzędu przewodniczący liturgii odmawia nad kandydatami modlitwę błogosławieństwa:
Najłaskawszy Boże, / Ty przez Jednorodzonego Syna Twojego / powierzyłeś swojemu Kościołowi chleb życia, / pobłogosław + tych naszych braci, / wybranych do posługi akolitów. / Spraw, aby gorliwie spełniając posługę przy ołtarzu / i wiernie rozdzielając swoim braciom i siostrom / chleb życia wiecznego, / stale wzrastali w wierze i miłości / ku zbudowaniu Twojego Kościoła. / Przez Chrystusa Pana naszego.
Po modlitwie, na znak dopuszczenia do służby Eucharystii, kandydat otrzymuje z rąk celebransa patenę z chlebem albo kielich z winem. Przekazaniu pateny bądź kielicha towarzyszy pouczenie:
Przyjmij naczynie z chlebem (lub: z winem) do sprawowania Eucharystii i tak postępuj, abyś mógł godnie służyć Kościołowi przy stole Pańskim.
Kan. 1035 Kodeksu Prawa Kanonicznego wymaga, by kandydat do święceń diakonatu przez co najmniej pół roku pełnił posługę lektora i akolity. Stąd też, udzielenie posługi akolitatu jest stałym elementem formacji alumnów IV roku studiów seminaryjnych, a także kandydatów do diakonatu stałego.

#### Zadania akolity w liturgii
Akolita, z racji swojej posługi, ma pierwszeństwo przed innymi świeckimi w wypełnianiu szeregu funkcji podczas mszy świętej. Do właściwych akolitom zadań należy:
- niesienie krzyża i świec w procesji wejścia;
- podawanie ksiąg, w szczególności mszału;
- pomoc w przyjmowaniu darów (gdy jest procesja z darami) lub podaje je kapłanowi z kredencji;
- przygotowanie ołtarza (umieszczenie na nim korporału, puryfikaterza, palki, kielicha oraz mszału; gdy brak diakona – podanie celebransowi pateny z chlebem);
- asystowanie kapłanowi podczas okadzenia darów, krzyża i ołtarza (gdy nie asystują kapłanowi diakoni);
- okadzanie kapłana i wiernych (gdy brak diakona);
- rozdzielanie Komunii Świętej (gdy brak odpowiedniej liczby wyświęconych szafarzy);
- puryfikowanie i porządkowanie naczyń liturgicznych po rozdzieleniu Komunii, albo też po zakończeniu mszy.

Akolita może udzielać Komunii Świętej w czasie mszy lub poza nią, zanosić ją do chorych lub w wypadku konieczności podać ją umierającemu jako wiatyk. Czyni to jednak tylko gdy ze względu na podeszły wiek lub stan zdrowia kapłan lub diakon nie może tego czynić, lub liczba osób przystępujących do Komunii jest tak duża, że powodowałoby to znaczne przedłużanie się celebracji. Akolita ustanowiony obrzędem jest więc z urzędu szafarzem nadzwyczajnym Komunii Świętej (zwyczajnymi szafarzami są duchowni: biskup, prezbiter i diakon). Może on również wystawić Najświętszy Sakrament do adoracji, nie ma natomiast prawa udzielenia Nim błogosławieństwa.
Częstym błędem jest utożsamianie wszystkich nadzwyczajnych szafarzy Komunii Świętej z akolitami. Akolita jest z urzędu nadzwyczajnym szafarzem Komunii, ale zadania akolity wykraczają poza samą liturgię. Inni nadzwyczajni szafarze Komunii są upoważniani przez biskupów jedynie do pełnienia konkretnej funkcji w liturgii; stawia im się niższe wymagania, powołuje na określony czas i do posługiwania w konkretnej diecezji.
Charakterystycznym zadaniem własnym akolity jest puryfikowanie naczyń liturgicznych podczas mszy w przypadku braku diakona.
Z założenia posługa akolity udzielana jest dożywotnio. Ustanowiony akolita może zostać pozbawiony właściwych sobie uprawnień liturgicznych, a następnie przywrócony do wykonywania posługi, jednakże obrzędu ustanowienia w takiej sytuacji nie powtarza się. W przypadku alumna polskiego seminarium duchownego, wykonywanie uprawnień właściwych akolicie odnośnie do Eucharystii ulega zawieszeniu z chwilą przerwania przez niego studiów seminaryjnych, o ile ordynariusz nie postanowi inaczej. 
Strojem liturgicznym ustanowionego akolity jest alba (gdy jej krój tego wymaga, przepasana na biodrach cingulum - sznurem i uzupełniona przez humerał, który zasłania strój wokół szyi). 

#### Zadania akolity poza liturgią
Akolita jest także wezwany do posługiwania Kościołowi poza liturgią. Powinien zaangażować się przynajmniej w części z poniższych aspektów działalności chrześcijańskiej:
- adoracja Najświętszego Sakramentu w parafii;
- przygotowanie uroczystości liturgicznych w parafii;
- posługa wobec chorych;
- pomoc potrzebującym;
- organizowanie wolontariatu.

### Akolita jako funkcja w liturgii
Gdy w liturgii nie uczestniczą ustanowieni akolici, albo są nieliczni, część zadań wymienionych powyżej powierza się, na zasadzie zastępstwa, innym odpowiednio przygotowanym świeckim, takim jak ministranci czy też nadzwyczajni szafarze Komunii Świętej.